# جامعة فلنسبورغ
جامعة فلنسبورغ (بالإنجليزية: University of Flensburg)‏ هي جامعة في ألمانيا. أُسِّسَت عام 1994 وهي الجامعة الواقعة في أقصى شمال ألمانيا. على الرغم من حصولها على وضع جامعي كامل والحق في منح درجات الدكتوراه إلا أن الجامعة تقدم بشكل أساسي دورات في التعليم ومجالات أخرى من العلوم الاجتماعية.
تشمل الميزات الخاصة الدورات الدراسية الألمانية الدنماركية بالتعاون مع جامعة جنوب الدنمارك في ساندنبورج، والتي تنطوي على شراكة مع جامعة فلنسبورغ للعلوم التطبيقية.
يوجد في الجامعة 200 موظف دائم وأكثر من 400 أستاذ ومحاضر زائر. في الفصل الشتوي 2006/2007 تلقت الجامعة حوالي 4200 طلب للحصول على مقاعد دراسية غم أن العام الدراسي السابق كان العدد المتاح 2566 فقط.
في مقدمة الطلبات للفصل الشتوي 2006/2007 كانت دورة البكالوريوس في تدريس العلوم حيث تقدم لها 1977 طالب، تليها دورة البكالوريوس في الإدارة الدولية مع تقدم 547 طالب. كما تقدم الجامعة دورات بكالوريوس في علوم الاتصال والتدريس.
وهذه هي البرامج الجامعية الوحيدة التي تقدمها الجامعة حاليًا.

## حرم فلنسبورغ
تشترك جامعة فلنسبورغ في الحرم الجامعي وبعض المرافق مع جامعة فلنسبورغ للعلوم التطبيقية. تشمل البنية التحتية قاعة محاضرات، والمكتبة المركزية، وحديقة واسعة، ومساكن للطلاب، وروضة أطفال، ومركز رياضي ولياقة بدنية، وكافتيريا (منسا)، والعديد من الكافيتريات الصغيرة وحانة طلابية، وكنيسة في الحرم الجامعي. تبعد محطة السكك الحديدية الرئيسية حوالي ميل واحد عن الحرم الجامعي، ويبعد الشاطئ حوالي 5 أميال.

## الكليات
توجد خمس كليات مرقمة من القسم الأول إلى القسم الخامس كل منها مقسمة إلى عدد من المعاهد.